# Angela Hauck
Angela Hauck z d. Stahnke (ur. 2 sierpnia 1965 w Berlinie Wschodnim) – niemiecka łyżwiarka szybka reprezentująca też NRD, trzykrotna medalistka mistrzostw świata oraz dwukrotna zdobywczyni Pucharu Świata.

## Kariera
Pierwszy sukces w karierze Angela Hauck osiągnęła w 1982 roku, kiedy zwyciężyła w wieloboju podczas mistrzostw świata juniorów w Innsbrucku. W zawodach tych wyprzedziła bezpośrednio Holenderkę Yvonne van Gennip oraz Seiko Hashimoto z Japonii. Wynik ten powtórzyła na mistrzostwach świata juniorów w Sarajewie w 1983 roku oraz rozgrywanych rok później mistrzostwach świata juniorów w Assen. Już w 1985 roku wywalczyła pierwszy medal w kategorii seniorek - na sprinterskich mistrzostwach świata w Heerenveen zajęła drugie miejsce. Rozdzieliła tam na podium swą rodaczkę Christę Rothenburger oraz Polkę Erwinę Ryś-Ferens. W 1988 roku wzięła udział w igrzyskach olimpijskich w Calgary, zajmując czwarte miejsce w biegu na 500 m. W walce o medal lepsza okazała się tam jej rodaczka, Karin Enke. Na tych samych mistrzostwach zajęła też szóstą pozycję na dwukrotnie dłuższym dystansie. Kolejny medal zdobyła podczas sprinterskich mistrzostw świata w Tromsø, gdzie była najlepsza. Nie udało się jej stanąć na podium podczas igrzysk w Albertville w 1992 roku oraz rozgrywanych dwa lata później igrzyskach w Lillehammer. W biegach na 500 m zajmowała odpowiednio ósme i dwunaste miejsce. Ostatni medal zdobyła na mistrzostwach świata w sprincie w Calgary w 1994 roku, gdzie ponownie była druga. Tym razem wyprzedziła ją jedynie Bonnie Blair z USA. Wielokrotnie stawała na podium zawodów Pucharu Świata, odnosząc przy tym piętnaście zwycięstw. Najlepsze wyniki osiągała w sezonie 1988/1989, kiedy była najlepsza w klasyfikacji końcowej 1000 m oraz w sezonie 1989/1990, kiedy zwyciężyła w klasyfikacjach 500 i 1000 m. Ponadto była też druga w sezonie 1988/1989 i trzecia w sezonie 1991/1992 w klasyfikacji 500 m oraz trzecia na 1000 m w sezonie 1993/1994.
W 1988 roku wyszła za mąż za reprezentanta NRD w piłce ręcznej, Stephana Haucka i od tej pory startowała pod jego nazwiskiem.